# Si on chantait plus fort (album)
Albums de Patrick Fiori
Patrick Fiori
(2002) Les Choses de la vie
(2008)
Singles
1. Toutes les peines
Sortie : 2006
2. 4 mots sur un piano (avec Jean-Jacques Goldman et Christine Ricol)
Sortie : 28 juillet 2007

Si on chantait plus fort est le sixième album de Patrick Fiori sorti le 26 septembre 2005.

## Liste des pistes
| No  | Titre                                                              | Durée |
| --- | ------------------------------------------------------------------ | ----- |
| 1.  | Si on chantait plus fort                                           | 3:14  |
| 2.  | Toutes les peines                                                  | 3:40  |
| 3.  | Il paraît                                                          | 3:11  |
| 4.  | 4 mots sur un piano (avec Jean-Jacques Goldman et Christine Ricol) | 4:20  |
| 5.  | Yoenaï                                                             | 3:34  |
| 6.  | Simplement beau                                                    | 4:30  |
| 7.  | Arrêtons-là                                                        | 3:14  |
| 8.  | Tu lui ressembles                                                  | 2:57  |
| 9.  | À genoux                                                           | 3:35  |
| 10. | N'oublie pas                                                       | 3:36  |
| 11. | La boîte aux lettres                                               | 3:07  |
| 12. | Marlène                                                            | 3:17  |
| 13. | Tout ce que l'on est                                               | 3:41  |
| 14. | Je ne serai jamais                                                 | 4:58  |

## Classements hebdomadaires
| Classement (2005)            | Meilleure position |
| ---------------------------- | ------------------ |
| Suisse (Schweizer Hitparade) | 59                 |
| France (SNEP)                | 4                  |
| Belgique (Wallonie Ultratop) | 14                 |